# ASJA L1 Viking

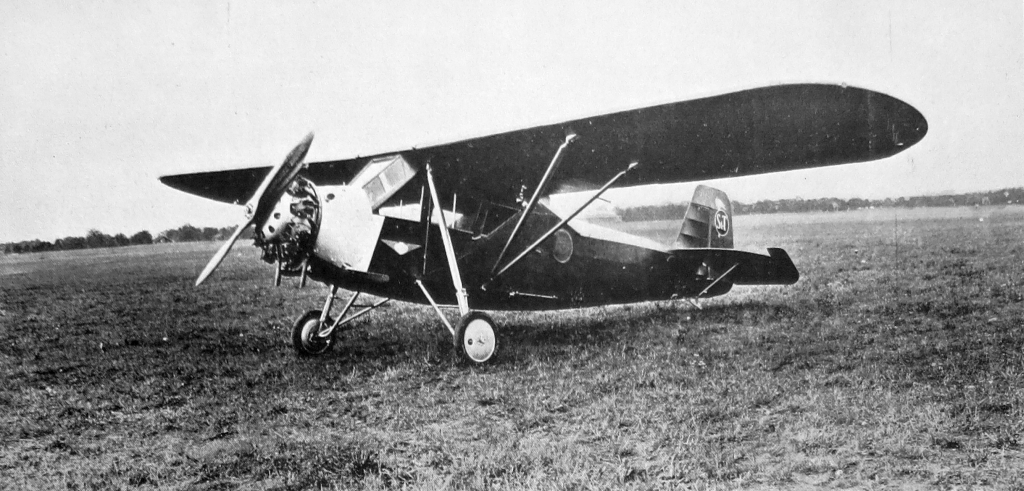

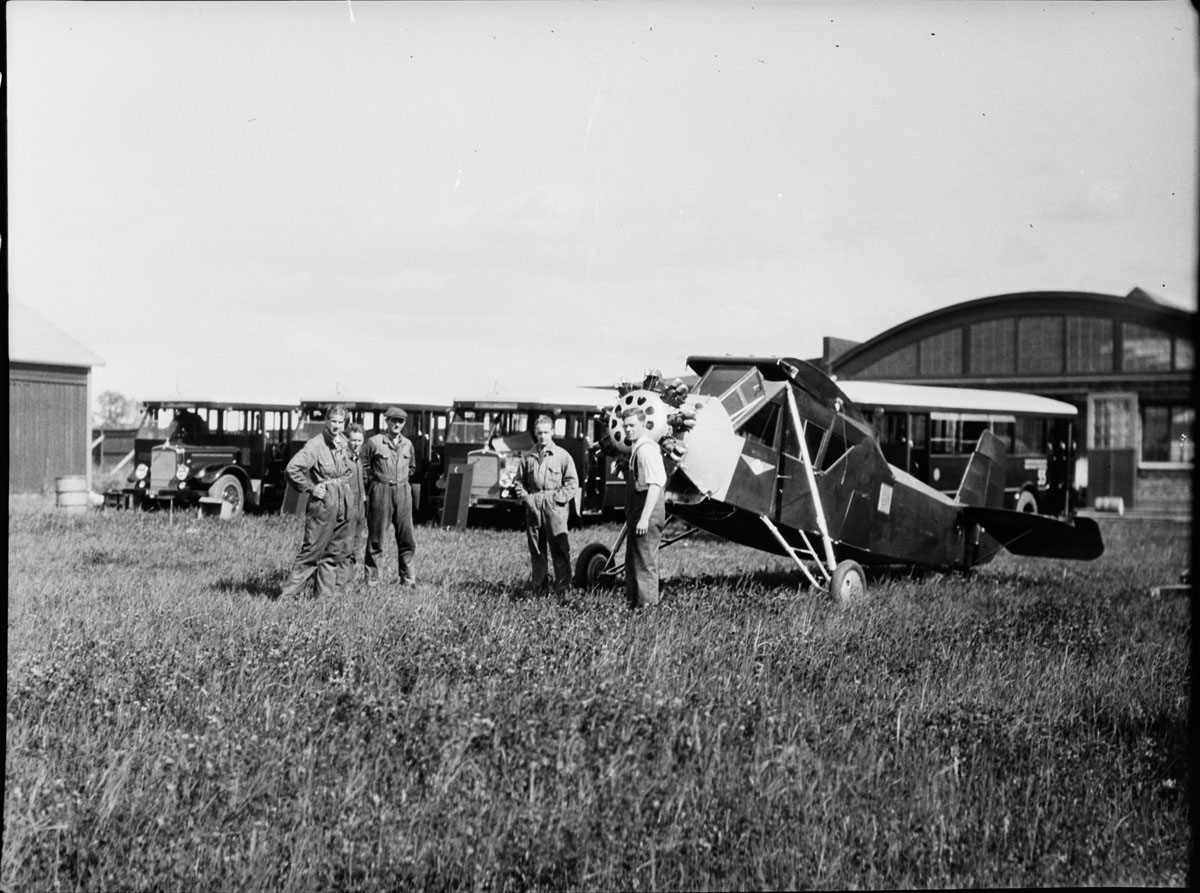
ASJA L1 Viking på Jönköpings flygplats på 1930-talet

ASJA L1 Viking var ett svensktillverkat enmotorigt passagerarflygplan, som utvecklades och tillverkades av AB Svenska Järnvägsverkstädernas Aeroplanavdelning i Linköping. Viking var företagets första egna flygplanskonstruktion och ritades av Sven Blomberg, med bakgrund hos Heinkel och Svenska Aero.
Flygplanskroppen var byggd i en svetsad stålrörskonstruktion klädd med tyg. Piloten satt framtill i mitten och bakom fanns en soffa för två passagerare. Vingarna var byggda i trä och klädda med duk.  
Det första exemplaret köptes 1931 av Stockholms-Tidningen som reportageflygplan och användes bland annat av Sveriges första flygande reporter Birger Brinck, signaturen Beson. 
Ett andra flygplan såldes i juli 1932 till direktören E. Witte i Stockholm och användes för firma Reklamflyg, bland annat med namnet Den flygande Draken med reklam för Bosch. Flygplanet blev påkört av S/S Apollo i hamnen i Västerås när det taxande ut för start i maj 1934. Vid kollisionen bröts bland annat ena vingen av och en flottör krossades